# Звёздная полиция (телесериал)
«Звёздная полиция» — английский научно-фантастический телесериал, впервые вышедший на канале BBC-2 в 1987 году.

## История
Он был задуман писателем Крисом Баучером, до этого уже работавшим над такими фантастическими сериалами, как «Доктор Кто» и «Семёрка Блейка».

## Сюжет
Действие происходит в 2027 году, когда межпланетные перелёты стали обыденным явлением, а человечество активно осваивает Солнечную систему. Закон и порядок во внеземных колониях обеспечивает Международная космическая полиция (МКП), она же «звёздная полиция», которую возглавляет Натан Спринг. Сюжет построен вокруг того, как Спринг и его многонациональная команда решают возникающие перед ними проблемы и расследуют различные преступления.
Научно-фантастический мир будущего в сериале тщательно проработан и относительно достоверен. Полицейским приходится бороться с новой преступностью, порождённой технологически развитым обществом будущего, в суровых, враждебных человеку условиях малоосвоенного космоса.